# Margareta Hallerdt
Maj Hanna Margareta Hallerdt, tidigare Weidhagen Hallerdt, född Esbjörnsson 30 april 1927 i Lund, död 4 juli 2018 i Stockholms domkyrkodistrikt, var en svensk arkeolog och museichef. 
Hallerdt var dotter till civilingenjören Åke Esbjörnsson (1883–1974) och gymnastikdirektören Sigrid Andersén (1891–1985) och syster till Britt Tunander. 
Hallerdt blev amanuens vid Lunds universitet 1952, filosofie kandidat 1953 och filosofie licentiat 1972. Hon var amanuens vid Kalmar länsmuseum 1953–1955, vid Helsingborgs museum 1955–1964, antikvarie vid Skånes hembygdsförbund i Lund 1965–1968, museipedagog vid Sundsvalls museum 1969–1972, museilektor vid Norrbottens länsmuseum 1972–1977, intendent vid Liljevalchs konsthall och Kulturhuset i Stockholm 1977–1984, förste antikvarie vid Stockholms stadsmuseum och chef för Stockholms medeltidsmuseum 1984. Mellan 1958 och 1962 ledde Hallerdt de dittills största arkeologiska undersökningarna i Helsingborg vid S:t Clemens gata där S:t Clemens kyrka med kyrkogård låg. Hon byggde upp den stadshistoriska avdelningen på Helsingborgs museum 1964, var sekreterare i Luleå konstförening 1972–1977 och byggde upp Stockholms medeltidsmuseum 1984–1986.
Margareta Hallerdt var 1949–1960 gift med juristen Stig Weidhagen (1923–1962) och från 1968 med Björn Hallerdt, som avled 2015. Hon är mor till skådespelaren Katarina Weidhagen, musikern Miriam Andersén och skådespelaren Malena Hallerdt. Margareta Hallerdt är begravd på Lidingö kyrkogård.